# Kammersberg (Niedere Tauern)
Der Kammersberg ist eine 1114 m ü. A. hohe Anhöhe der Murberge im Oberen Murtal, Steiermark.

## Lage und Landschaft
Der Kammersberg liegt zwischen mittlerem Katschtal bei St. Peter am Kammersberg und oberem Wölzertal bei Winklern, zwei nördlichen Nebentälern der oberen Mur. Er ist ein sanfter Rücken, der einen nordwestlichen Ausläufer der Pleschaitz (1797 m ü. A.) am Eichberg (1436 m ü. A.) darstellt. Die Pleschaitz erhebt sich direkt an der Mur, der Kammersberg gehört schon zum Murparalleltal, das die Mur nördlich begleitet. Er stellt über die Passlandschaft der Kammersberger Höhe (ca. 1060 m ü. A.) und die Pöllau (Schwarze Sau/L512, 1092 m ü. A.) die Verbindung mit dem Hauptkamm der Niederen Tauern an der Rettlkirchspitze her, die – östlich des Sölkpasses gelegen – schon zu den Wölzer Tauern zählt.
Der Rücken zieht sich von St. Peter und dem Urtlbach, einem Nebenbach des Katschbach, über das Buttererkreuz (1072 m ü. A.) und den Kulminationspunkt zur Einsattelung Mühltratte (1080 m ü. A.), die zwischen Peterdorf und Winklern-Knappsäge liegt. Die Südflanke ist die Ortschaft Kammersberg, die Nordausläufer sind der Forstboden am Wiedenhoferbach.

## Geologie
Der Berg besteht aus Schwarzglimmerschiefer (Kohlenstoffglimmerschiefer), der zur Niedere-Tauern-Hauptmasse gehört. Dieser bildet die Basis der Mulde des Murauer Paläozoikums, das nicht zum Mittelostapin der Tauern, sondern zum Oberostalpin gehört, und die Hauptmasse der Murauer Berge bildet (Gurktaler Decke).
Das Murparalleltal ist Teil der Norischen Senke. Diese wie die Mur-Mürz-Furche sind markante tektonische Störungslinien. Sie wurden hier vom Murtalgletscher überprägt. Der Kammersberg ist ein altes Talniveau des präglazialen Haupttales, das sich von hier über den Neumarkter Sattel und die Olsa in das Kärntner Becken zog. Erst durch die Hebung der Gurk- und Seetaler Alpen über Mittelgebirgsniveau brach die Mur nach Osten durch, und die Täler tieften sich weiter ein.

## Geschichte
Über den Kammersberg führte der seit der Römerzeit benutzte Höhenweg der Katschtalstraße, von der alten Burg Katsch her. Hier befand sich ein mittelalterlicher Wehrturm, der lange auch als Gerichtsstätte diente. Der Name „Kammer“ steht zu einem herrschaftlichen Besitz, der dem Bistum Freising gehörte, später den Liechtenstein und den Schwarzenberg zu Murau. So kam auch Sankt Peter zu seinem Zusatz „unter dem Kammersberg“ (erst später: „am“), desgleichen Feistritz. Auch der „Urteilbach“ erinnert wohl daran. Der Turm wurde vermutlich schon in der Baumkircherfehde 1469 zerstört, und ist gänzlich abgekommen. Ein weiterer Wachturm des Höhenwegs stand wohl am Wachenberg westlich.